# یاکوپ کیلیچ
یاکوپ کیلیچ (انگلیسی: Yakup Kılıç؛ زادهٔ ۱۳ ژوئیهٔ ۱۹۸۶) بوکسور اهل ترکیه است.